# Saint-Franchy
Saint-Franchy – miejscowość i gmina we Francji, w regionie Burgundia-Franche-Comté, w departamencie Nièvre.
Według danych na rok 1990 gminę zamieszkiwało 69 osób, a gęstość zaludnienia wynosiła 4 osoby/km² (wśród 2044 gmin Burgundii Saint-Franchy plasuje się na 841. miejscu pod względem liczby ludności, natomiast pod względem powierzchni na miejscu 547.).